# Kosie Pretorius
Jacobus Willem Francois Pretorius, bekannt als Kosie Pretorius (* 5. September 1935 in Swakopmund, Südwestafrika; † 14. Juli 2017 in Walvis Bay), war ein namibischer Politiker und von 1991 bis 2013 Vorsitzender der konservativen Monitor Action Group. Zuvor stand er seit 1981 der National Party of South West Africa, die in der MAG aufging, vor.
Pretorius war 1989 bis 1990 Mitglied der Verfassunggebenden Versammlung Namibias und von 1990 bis 2005 Mitglied der namibischen Nationalversammlung. Er war Kolumnist des Windhoek Observer. Im Archiv der Basler Afrika Bibliographien gibt es Bestände zu seiner Person.